# Fêtes et jours fériés en Hongrie

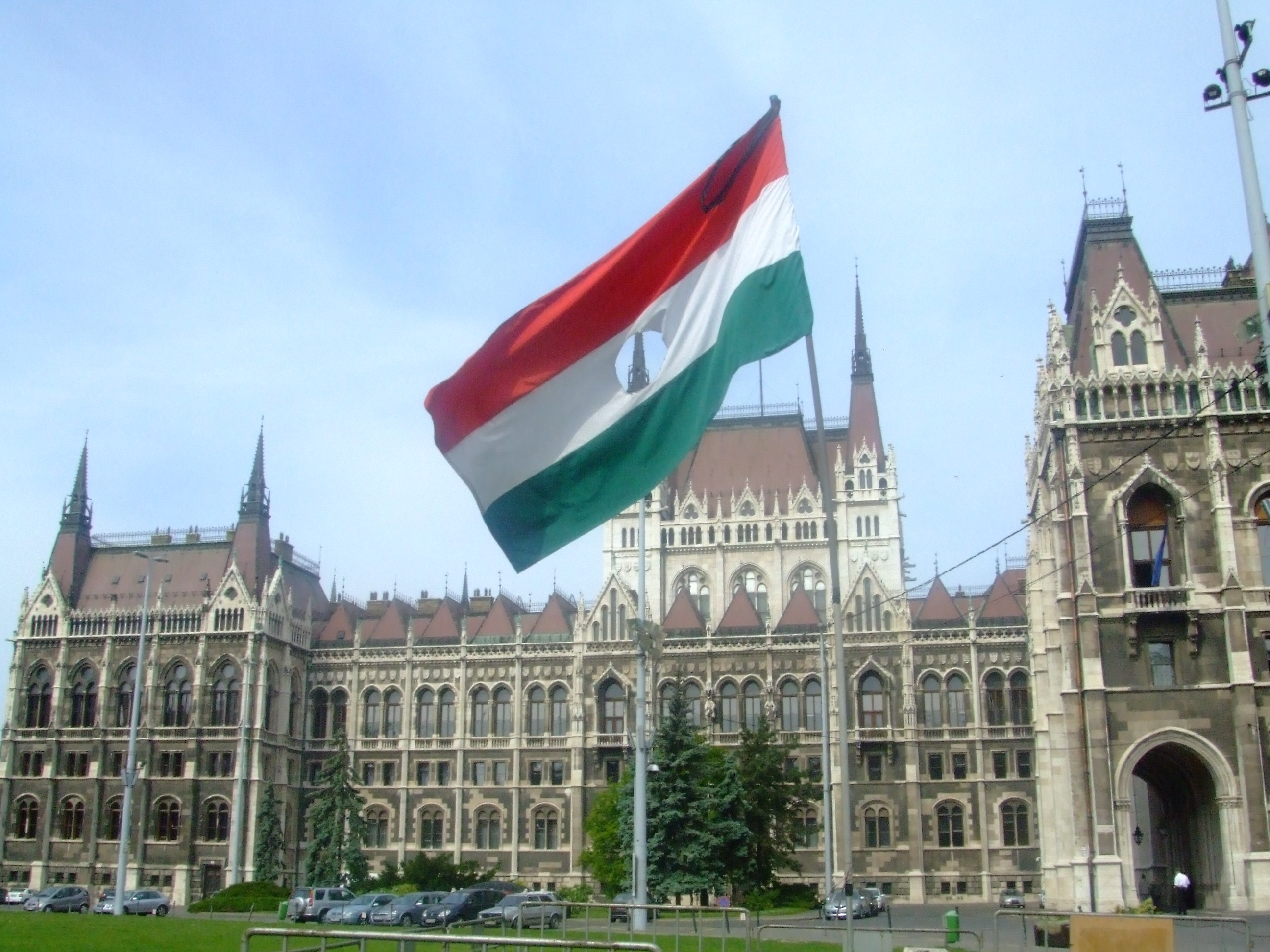
Drapeau de Hongrie troué devant le Parlement, en l'honneur de la révolution de 1956.

Les fêtes et jours fériés en Hongrie sont composés de trois fêtes officielles. Le 15 mars, le Nemzeti ünnep ("fête nationale") commémore la Révolution hongroise de 1848. Le 20 août, le Szent István ünnepe ("fête de saint Étienne", fête de l'État) célèbre la fondation de l'État hongrois en 1000. Enfin, le 23 octobre, le Forradalom ünnepe est organisé en l'honneur de l'insurrection de Budapest de 1956. Selon l'article J de la nouvelle loi fondamentale, le 20 août occupe désormais le premier rang puisque c'est la seule « fête d'État officielle » (hivatalos állami ünnep).

## Jours fériés
| Date         | Nom français                                            | Nom hongrois                                | Notes |
| ------------ | ------------------------------------------------------- | ------------------------------------------- | --- |
| 1er janvier  | Jour de l'an                                            | Újév                                        | |
| 15 mars      | Fête nationale                                          | Nemzeti ünnep                               | Jour commémoratif de la révolution de 1848 (qui visait à l'indépendance du royaume hongrois de l'empire autrichien). |
| Date mobile  | Vendredi saint                                          | Nagypéntek                                  | Vendredi saint est un jour férié depuis 2017. |
| Date mobile  | Lundi de Pâques                                         | Húsvéthétfő                                 | Les hommes visitent les femmes pour les asperger de parfum, en demandant d'abord la permission en récitant un verset. En retour, les femmes donnent aux hommes des œufs (parfois peints, parfois en chocolat). Les enfants reçoivent des œufs en chocolat (parfois des fruits et des noix, des lapins en chocolat), du lapin de Pâques ; ces cadeaux sont parfois cachés dans le jardin ou dans la maison. |
| 1er mai      | Fête du travail                                         | A munka ünnepe                              | Les pays de l'UE sont représentés avec des programmes spéciaux, des ponts sont décorés et des expositions sont organisées. La fête du travail coïncide avec le 1er mai (majális); beaucoup assistent aux festivités en plein air dans les parcs publics. Depuis 2004, c'est également l'anniversaire de l'adhésion à l'Union européenne.                                                                   |
| Date mobile  | Lundi de Pentecôte                                      | Pünkösdhétfő                                | Lundi après la Pentecôte. |
| 20 août      | Fête de saint Étienne ou Fête de la fondation de l'État | Szent István ünnepe ou Államalapítás ünnepe | Commémoration du premier roi de Hongrie Étienne Ier, également le jour de la fondation de la Hongrie et "le jour du nouveau pain". Célébré avec un feu d'artifice d'une demi-heure sur la rive du Danube. Sous la République populaire hongroise, le 20 août a été célébré comme la fondation de la république socialiste.                                                                                 |
| 23 octobre   | Fête de la Révolution                                   | Forradalom ünnepe                           | Jour commémoratif de la révolution de 1956, qui s'est battue pour expulser les troupes soviétiques de Hongrie et établir des élections libres. Aussi le jour de la proclamation de la Troisième République hongroise (1989). |
| 1er novembre | Toussaint                                               | Mindenszentek                               | Jour du souvenir des morts. La famille et les amis décorent les tombes des cimetières chrétiens. |
| 25 décembre  | Noël                                                    | Karácsony                                   | Les transports publics s'arrêtent vers 16 heures le 24, veille de Noël (Szenteste) alors que la plupart des familles se rassemblent pour célébrer, déposant des cadeaux sous un sapin de Noël décoré pendant que les enfants sont loin de la maison. Les cadeaux sont ensuite ouverts et un grand repas est mangé en fête. Les 25 et 26, les gens rendent généralement visite à des proches.               |
| 26 décembre  | Deuxième jour de Noël                                   | Karácsony másnapja                          | |

## Journées commémoratives approuvées par l'État
| Date        | Nom français                                              | Nom hongrois                                    | Notes |
| ----------- | --------------------------------------------------------- | ----------------------------------------------- | --- |
| 1er février | Jour commémoratif de la République                        | A köztársaság emléknapja                        | Commémorant la loi sur la proclamation de la république en 1946, jour du souvenir depuis 2006. |
| 25 février  | Memorial Day pour les victimes des dictatures communistes | A kommunista diktatúrák áldozatainak emléknapja | En ce jour de 1947, Béla Kovács, secrétaire général du Parti civique indépendant des petits propriétaires et des travailleurs agraires, a été arrêté et expulsé vers l'Union soviétique. Memorial Day depuis 2000, des commémorations ont lieu dans les lycées. |
| 16 avril    | Memorial Day pour les victimes de l'Holocauste            | A holokauszt áldozatainak emléknapja            | En ce jour de 1944, les Juifs de Subcarpathia ont été rassemblés et contraints dans des ghettos. Memorial Day depuis 2001, des commémorations ont lieu dans les lycées.                                                                                         |
| 21 mai      | Journée de la défense nationale                           | Honvédelmi nap                                  | Bataille de Buda (1849) |
| 4 juin      | Journée de l'unité nationale                              | A nemzeti összetartozás napja                   | Commémorant l'anniversaire de la signature du Traité de Trianon, lorsque le Royaume de Hongrie a perdu 72% de son territoire. Journée commémorative nationale depuis 2010.                                                                                      |
| 19 juin     | Journée de la Hongrie indépendante                        | A független Magyarország napja                  | Commémorant l'exécution des martyrs de la révolution hongroise de 1956 (le 16 juin 1958) et l'anniversaire de la fin de l'occupation soviétique de la Hongrie. Memorial Day depuis 2001.                                                                        |
| 6 octobre   | Jour commémoratif des martyrs d'Arad                      | Az aradi vértanúk emléknapja                    | Commémorant l'anniversaire de l'exécution en 1849 des 13 martyrs d'Arad après la défaite de la guerre d'indépendance hongroise. Journée commémorative nationale, des commémorations ont lieu dans les écoles primaires et secondaires.                          |

## Autres fêtes observées
| Date        | Nom français                           | Nom hongrois                         | Notes |
| ----------- | -------------------------------------- | ------------------------------------ | --- |
| 8 mars      | Journée internationale des femmes      | Nemzetközi nőnap                     | Les femmes reçoivent des fleurs et des cadeaux de leurs employeurs et les écoliers apportent souvent des cadeaux à leurs enseignantes. |
| 4 avril     | Jour de la libération                  | Felszabadítási Nap                   | Pendant la Seconde Guerre mondiale en Hongrie, l'armée rouge soviétique a libéré la Hongrie du régime allemand nazi. A été célébré jusqu'en 1989. |
| 7 novembre  | Grande révolution socialiste d'octobre | Nagy októberi szocialista forradalom | Tout au long de l'existence du régime communiste en Hongrie, le pays a célébré la révolution socialiste russe commémorant le soulèvement de 1917 par les bolcheviks dirigé par Vladimir Lénine. Célébré simultanément avec l'Union soviétique. |
| 6 décembre  | Saint-Nicolas                          | Mikulás, Télapó                      | Ce jour-là, des enfants hongrois cirent leurs bottes et les mettent à la fenêtre. Mikulás vient dans la nuit et les remplit de chocolats et / ou de petits cadeaux. S'ils n'étaient pas sages, ils reçoivent des bâtons à la place. |
| 31 décembre | Réveillon de la Saint-Sylvestre        | Szilveszter                          | Les jeunes vont faire la fête jusqu'au matin. Les rues sont bruyantes avec des trompettes en papier. Les gens portent souvent des masques et jettent des pétards. Ceux qui restent à la maison regardent généralement des comédies faites pour l'occasion; à minuit, ils boivent du champagne et se souhaitent bonne chance pour la nouvelle année (BÚÉK). Toutes les chaînes de radio et de télévision hongroises diffusent l'hymne national à minuit, puis le discours du président. Les feux d'artifice sont courants. Le lendemain, on mange des lentilles, symbolisant les pièces de monnaie pour la bonne fortune. |
| date mobile | Carnaval                               | Farsang                              | Un carnaval régional de six jours, célébré à l'origine par les Šokci (ethnies croates) vivant dans la ville de Mohács. Les traditions comprennent la musique folklorique, la mascarade, les défilés et la danse. |

## Sélection de fêtes hongroises

### Busójárás

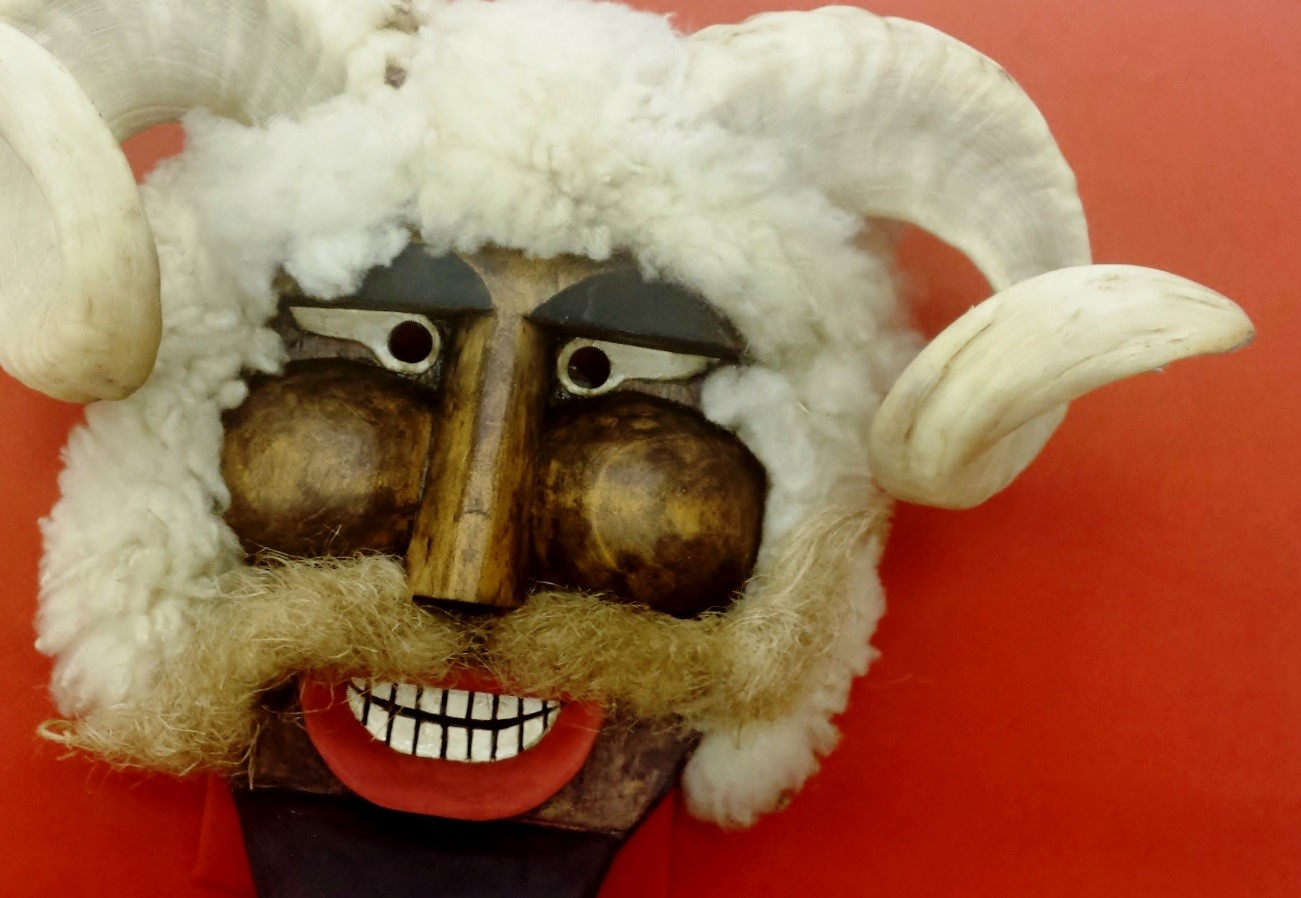
Masque de Busó.

Busójárás ou Pohod bušara (en français : Marche des Busó) est une fête populaire de Mohács, en Hongrie. Liée au peuple slave des Šokci (en hongrois : sokácok), elle a lieu en hiver, à la fin du carnaval, le dimanche précédant le Mercredi des Cendres. La célébration met en vedette des Busó (personnes portant des masques traditionnels) et comprend de la musique folklorique, des mascarades, des défilés et des danses. La fête dure six jours, généralement en février.

### Nemzeti ünnep
Nemzeti ünnep (en français : "Fête nationale") ou 1848-as forradalom ünnepe ("Fête de la Révolution de 1848") est une des 3 fêtes nationales de Hongrie. Elle a lieu le 15 mars. Elle célèbre, selon l'article J de la nouvelle loi fondamentale, la « mémoire de la révolution et de la lutte pour l'indépendance des années 1848-49 ». La Révolution de 1848 avait ainsi pour principal objectif la fin du règne des Habsbourg sur la Hongrie et l'indépendance du pays. C'est à l'occasion de cette fête que sont distribués les Prix Kossuth et Széchenyi.

### Mikulás

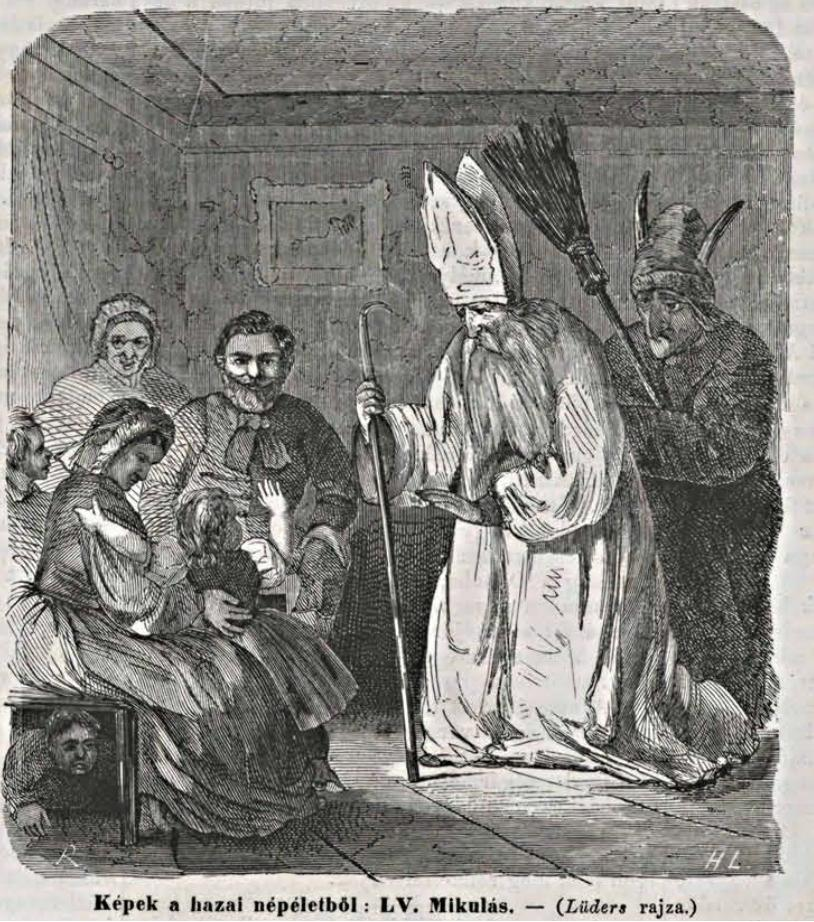
Illustration de 1865 présentant Mikulás.

La saison de Noël et des cadeaux commence relativement tôt par rapport aux autres cultures, avec la figure en forme de père Noël, ou version hongroise de saint Nicolas, Mikulás (ou Szent Miklós), visitant traditionnellement les maisons des enfants hongrois dans la nuit du 5 décembre, la veille de la fête de la Saint-Nicolas, le 6 décembre.
Bien que le rôle de donateur de cadeaux le jour de Noël lui-même soit attribué à l'Enfant-Christ, la veille de la Saint-Nicolas, les enfants hongrois placent traditionnellement une botte sur le rebord de leur fenêtre en attendant que Mikulás vienne la remplir de friandises. En Hongrie, Mikulás vient souvent avec un assistant : un Krampusz, un diable, qui vient effrayer et punir les enfants qui se comportent mal.